# Compuestos de mercurio
Los compuestos de mercurio son productos químicos altamente peligrosos para la salud humana y el medio ambiente. Su uso está severamente restringido. Las restricciones comprenden todas las formulaciones y usos de productos para protección de plantas que contengan compuestos de mercurio, incluyendo compuestos inorgánicos, alquílicos, alcoxialquílicos y arílicos.

## Resumen de la medida de prohibición
Los compuestos de mercurio fueron excluidos de la lista de sustancias activas autorizadas para el uso en productos de protección de plantas en 1991 bajo la Ley, en muchos países, para protección de plantas contra plagas y pestes.
Está prohibida la producción, uso y comercialización de todos los productos de protección de plantas que contengan Compuestos de Mercurio, incluyendo compuestos de Mercurio inorgánicos, alquílicos, alcoxialquílicos y arílicos. 
Los compuestos de mercurio están designados como productos químicos CFP.
Está permitido el almacenamiento y uso del producto químico para la investigación o propósitos de laboratorio en cantidades menores de 10 kg.
De acuerdo a la reglamentación sobre prohibiciones y restricciones en la comercialización y uso de ciertas sustancias y preparados peligrosos, los compuestos de mercurio no pueden ser usados como sustancias y componentes de preparaciones entendidas para el uso en:
- prevención de incrustaciones por microorganismos, plantas o animales de:
  - los cascos de los barcos,
  - jaulas, flotantes, redes y cualquier otro aparato o equipo usado para la pesca o cultivo de mariscos,
  - cualquier aparato o equipo, parcial o totalmente sumergido;
- en la conservación de la madera;
- como impregnante de textiles industriales resistentes e hilos destinados a su manufactura;
- en el tratamiento de aguas industriales, independientemente de su uso.

Será prohibida la comercialización de baterías y acumuladores, que contengan más del 0,0005% de mercurio por peso, incluyendo aquellos casos donde estas baterías y acumuladores estén incorporados a aparatos. Estarán exentas de esta prohibición las baterías a botón y las compuestas de baterías a botón con un contenido de mercurio de no más del 2% por peso.

## Peligros y  riesgos conocidos respecto a la salud humana
El sistema nervioso es muy sensible a todos los tipos de mercurio. La exposición a altos niveles de cualquier tipo de mercurio puede dañar permanentemente el cerebro, riñones y el feto en desarrollo. Los efectos en la función cerebral pueden resultar en irritabilidad, timidez, temblores, cambios en la visión o audición y problemas de memoria. Altas exposiciones a los vapores de mercurio pueden causar dolor de pecho, falta de respiro y secreción de fluidos en los pulmones (edema pulmonar) que puede ser fatal. El metil mercurio y los vapores de metales de mercurio son particularmente dañinos, porque llega al cerebro más mercurio. Las exposiciones a largo plazo pueden nublar los ojos. El contacto con el cloruro de mercurio puede causar quemaduras a la piel y daños permanentes a los ojos. El mercurio se acumula también en el cuerpo y puede absorberse a través de la piel. Los trabajadores en las industrias que usan o producen mercurio y sus compuestos (minas de mercurio y refinerías, manufactura química, campos dentales/de salud, fábricas metalúrgicas) están a riesgo de exposición. Los trabajadores de plantas de energía de combustibles fósiles y de la industria del cemento pueden estar expuestos a los compuestos de mercurio si están expuestos a las emisiones de los procesos gaseosos. Los consumidores pueden estar expuestos al mercurio y a sus compuestos por exposición al aire de las instalaciones que lo producen y procesan (que usan el mercurio y sus compuestos) y comiendo pescado o marisco contaminado con metil mercurio. La gente puede también estar expuesta al mercurio por trabajos dentales y tratamientos médicos.

## Peligros y riesgos conocidos respecto al medio ambiente
Tanto el mercurio como sus compuestos tienen toxicidad muy aguda (a corto plazo) y muy crónica (a largo plazo) para la vida acuática. El comer pescado contaminado con mercurio ha causado envenenamiento en seres humanos; las aves y los mamíferos marinos están sujetos al envenenamiento por mercurio (véase Envenenamiento por mercurio). No hay datos suficientes para determinar la toxicidad aguda del mercurio y sus compuestos en plantas, aves o animales terrestres. El mercurio y sus compuestos son altamente persistentes en el agua y en el medio ambiente y se bioacumularán o concentrarán en los tejidos de los peces. Estas concentraciones serán considerablemente mayores que las del agua donde se pescan los peces. El cloruro de mercurio actuará como una partícula, que sigue las pautas del viento y es depositada por la lluvia. El mercurio elemental puede ser un gas en la atmósfera. Las emisiones de mercurio y/o los compuestos de mercurio pueden producir elevadas, pero de todas formas concentraciones a bajo nivel en la atmósfera alrededor de la fuente de origen. El mercurio elemental puede evaporar sea del terreno que del agua en la atmósfera.
Cuando el mercurio entra en el medio ambiente por las emisiones en el aire, agua o terreno, se oxida en otros compuestos de mercurio. Estas otras formas de mercurio forman metil mercurio, a través de un proceso químico o biológico (bacteriano). El metil mercurio se acumula en los tejidos de los peces y de los mariscos. En áreas de contaminación de mercurio, los peces grandes y viejos tienden a tener mayores niveles de mercurio. El mercurio emitido al medio ambiente restará por años.
- Datos: Q5780264
- Multimedia: Mercury compounds / Q5780264